# 相合性偏誤
相合性偏誤是指人们只論證一種假設，而往往忽略論證其他假设。也就是说，人们很少尝试那些可以推翻之前自己先前假設的实验，而是往往重复他们先前的實驗。这是確認偏誤的一个特例。

### 相关书籍
- Baron, Jonathan.  4th. New York: Cambridge University Press. 2008: 171–177. ISBN 978-0-521-86207-3 （英语）.